# Henri Goetschy
Pour les articles homonymes, voir Goetschy.
Henri Goetschy est un homme politique français né le 4 septembre 1926 à Mulhouse et mort le 17 avril 2021 à Oderen, sénateur du Haut-Rhin de 1977 à 1995 et président du conseil général du Haut-Rhin.

## Biographie
Né le 4 septembre 1926 à Mulhouse, Henri Louis François Xavier Goetschy suit une formation de vétérinaire, et s'engage très rapidement dans la vie politique de son département. Membre du MRP, puis du Centre démocrate de Jean Lecanuet, il est élu en 1964 conseiller général du canton de Soultz-Haut-Rhin. Par ailleurs, il devient adjoint au maire de cette commune. Candidat aux élections législatives de 1967, il est battu par le député sortant Georges Bourgeois, alors président du Conseil général du Haut-Rhin. 
Pourtant, Henri Goetschy s'affirme à partir du début des années 1970 comme le véritable chef du centrisme dans le Haut-Rhin. Bénéficiant du fort recul du gaullisme et de la défaite de Georges Bourgeois en 1973, il devient président du conseil général du Haut-Rhin. Il occupera ce poste jusqu'en 1988, date à laquelle il renonce volontairement à se représenter et choisit pour successeur Jean-Jacques Weber. En 1977, il est élu sénateur du Haut-Rhin, et est réélu à ce poste en 1986. Il ne se représente pas en 1995. De 1992 à 1998, il est membre du conseil régional d'Alsace.
Sa carrière politique est marquée par la défense et la promotion volontariste de la langue alsacienne et du bilinguisme. Utilisant les nouvelles compétences accordées par la Décentralisation, Henri Goetschy favorise le développement des écoles bilingues et des manifestations de défense de l'Alsacien. Personnalité haute en couleur, réputée pour son franc-parler, il a fortement marqué la vie politique alsacienne. Il est l'une des figures majeures de la vie politique régionale des années 1970-1980, avec Daniel Hoeffel et Marcel Rudloff. 
Il continue par ailleurs de s'affirmer comme un centriste engagé derrière François Bayrou et rejoint le MoDem à sa création.
Il meurt dans la nuit du 16 au 17 avril 2021 dans sa 95e année. Il habitait à Kruth.